# Evelyn Enciso
Evelyn Enciso (Querétaro, 5 de enero de 1972) es una deportista mexicana que compitió en atletismo adaptado, especialista en las disciplinas 100 m planos, 200 m planos, 400 m planos, 800 m planos y 4 x 100 m relevo.
Fue parte del equipo de atletas mexicanas que asistió a los Juegos Paralímpicos de Pekín 2008 donde participó en diversas disciplinas, mientras que en los Juegos Paralímpicos de Londres 2012 ocupó el séptimo lugar en los 800 m planos categoría T53, mientras que llegó a la final de los 100 m planos.
Por otro lado, y a nivel continental, representó a su país en los Juegos Parapanamericanos de 2007 en Río de Janeiro donde ganó tres medallas de bronce en los 100 m planos, 200 m planos y 800 m planos categoría T53; cuatro años después, y en los Juegos Parapanamericanos de 2011 realizados en Guadalajara, recibió dos preseas de plata en los 200 m planos y 400 m planos dentro de la categoría T53.
El año 2004 fue galardonada con el Premio Estatal del Deporte de Querétaro.